# Miguel Corte Real Memorial Society
A Miguel Corte Real Memorial Society foi uma associação de direito privado, sem fins lucrativos, formada em New York, por escritura pública datada de 25 de Setembro de 1951, com o objectivo de promover nos Estados Unidos a divulgação e o conhecimento das viagens de exploração de Miguel Corte Real através da aquisição de uma parcela de terra em torno da Pedra de Dighton e da construção, nesse local, de um monumento adequado.
A sociedade foi fundada por iniciativa de José Dâmaso Fragoso, que ao tempo era leitor de português na New York University, Washington Square College, e insere-se nas movimentações desencadeadas na comunidade portuguesa nos Estados Unidos em consequência da publicação das teses de Edmund Delabarre sobre a origem portuguesa das inscrições da Pedra de Dighton. Esses movimentos estiveram também associados à promoção externa do nacionalismo português feita pelo Estado Novo.
José Dâmaso Fragoso era natural da ilha de São Miguel, nos Açores, tendo frequentado o curso geral dos Liceus em Ponta Delgada antes de em 1919 emigrar para a América. Trabalhou, durante muitos anos, na secção portuguesa dos serviços secretos americanos.